# 新世
株式会社新世（以下「当社」）は、1970年9月に設立した神奈川県横浜市に本社を置く建設業を主たる事業とする会社である。

## 概要
当社は、1970年9月に設立した横浜市港南区に本社を置く建設業を主たる事業とする会社である。主に横浜市の土木公共工事を中心に直接請け負う地元のゼネコン会社として、舗装工事・土木工事・上水道工事を中心におこなう。
神奈川県と横浜市の各自治体が、3年ごとに請負可能金額範囲を定めるために評価する「格付工種」において、土木・舗装・上水道の３つの工種において、令和元年度においてAランクに位置する（A最高、D最低）。
建設業の他に、高齢者向けサービス付きマンションの管理運営業、カカオ豆からチョコレートを製造し販売する製菓事業部をおこなう。

## 沿革
1970年9月：横浜市港南区日野に、株式会社新世設立
2015年4月：福祉事業をスタートし、横浜市港南区にサービス付き高齢者向け住宅『横浜ベイテラス港南中央』をオープン 
2021年5月：Bean to Barブランド「Chocola Meets」（ショコラミーツ）販売開始
2021年12月：Bean to Barブランド「CACAOLOGY」（カカオロジー）販売開始予定

## 製菓事業部の運営ブランド
•	Chocola Meets MADE IN YOKOHAMA
2020年3月にクラウドファンディングサービス「CAMPFIRE」で販売スタート。
世界各地のカカオ豆から、自社工房で選定〜焙煎〜粉砕〜成形まで一気通貫して製造するBean to Barチョコレートを販売。自社ECサイトと、自社工房（222-0037 神奈川県横浜市港北区大倉山5-40-3-101）で販売。ブランド代表は、当社取締役で製菓事業部事業責任者の佐々部一宏。
•	CACAOLOGY
ブランドコンセプトは「IMAGINE」。自社工房で製造したBean to Barチョコレートを用いて、カカオスイーツ「CACAO CRU」（カカオクリュ）を販売。2021年10月に応援型購入サイト「Makuake」で販売スタート。ブランド代表は製菓事業部責任者の佐々部一宏。シェフ・パティシエは当社製菓事業部の宮根聖征。